# Agnes K. Ohlson
Agnes K. Ohlson (* 20. Februar 1902 in New Britain, Connecticut/USA; † 1991 in Florida/USA) war eine US-amerikanische Krankenschwester, Präsidentin der American Nurses Association und Präsidentin des International Council of Nurses.

## Leben
Agnes K. Ohlson war die Tochter der schwedischen Einwanderer Johannes Ohlson und Karolina Ohlson (geb. Nelson). Sie war das Zweite von insgesamt vier Kindern. Im Jahr 1926 beendete sie ihre Krankenpflegeausbildung am Peter Bent Brigham Hospital in Boston mit Erfolg. 1931 erwarb sie den akademischen Grad des Bachelor of Science in Nursing am Teachers College der Columbia-Universität, New York City. Es folgte der Master of Arts in Nursing am Trinity College in Hartford, Connecticut. 1931 wurde sie Oberin (Matron) am Waterbury Hospital, Connecticut. In dieser Position war sie automatisch Mitglied des Vorstands der Connecticut Nurses Association. Zwischen 1936 und 1963 war Ohlson Sekretärin und Hauptprüferin des Connecticut State Board Examiners for Nursing. Ohlson trat früh der American Nurses Association (ANA) bei. So war sie in die Diskussionen über die staatlichen Zulassungsprüfungen zum Pflegeberuf involviert. Jeder US-Bundesstaat verfolgte hier eigene Wege der Zulassungsprüfungen und diese waren deshalb nicht vergleichbar. Es entstand ein Gremium, das an einer nationalen Zulassungsprüfung arbeitete, um die Prüfungsunterschiede auszugleichen. Zwischen 1944 und 1950 entwickelte sich die State Board Test Pool Examination zum anerkannten Prüfungsmodell für alle Bundesstaaten. Ohlson spielte eine entscheidende Rolle in diesem Gremium.
Von 1950 bis 1958 war Ohlson Präsidentin der American Nurses Association. Von 1957 bis 1961 war sie Präsidentin des International Council of Nurses (ICN). Ihr Hauptverdienst waren die Verbesserungen der staatlichen Zulassungsprüfungen zum Pflegeberuf.
1980 wurde von der Connecticut Nurses Association der Agnes K. Ohlson Award for Outstanding Contributions to Nursing ins Leben gerufen.

## Veröffentlichung
- Keeping the flame, 1996